# Албепјер-Бредон
Албепјер-Бредон (фр. Albepierre-Bredons) насеље је и општина у централној Француској у региону Оверња, у департману Кантал која припада префектури Сен Флур.
По подацима из 2011. године у општини је живело 223 становника, а густина насељености је износила 6,48 становника/km². Општина се простире на површини од 34,42 km². Налази се на средњој надморској висини од 1050 метара (максималној 1.855 m, а минималној 872 m).

## Демографија
| 1836. | 1846. | 1861. | 1881. | 1901. | 1931. | 1954. | 1962. | 1968. | 1975. | 1982. | 1990. | 1999. | 2011. |
| ----- | ----- | ----- | ----- | ----- | ----- | ----- | ----- | ----- | ----- | ----- | ----- | ----- | ----- |
| 1.096 | 1.033 | 975   | 870   | 824   | 547   | 525   | 442   | 366   | 322   | 281   | 266   | 237   | 223   |

График промене броја становника у току последњих година